# Denis Kambouchner
Denis Kambouchner (París, 26 de junio de 1953) es profesor de historia de la filosofía moderna en la Sorbona (Paris-I).

## Biografía
Es uno de los más destacados estudiosos de Descartes a nivel mundial. También es un gran especialista en filosofía de la educación. 